# Phyllosticta opuntiae
Phyllosticta opuntiae Sacc. & Speg., Michelia 1(no. 2): 156 (1878).
Phyllosticta opuntiae è un fungo ascomicete patogeno delle piante portatore della malattia chiamata ruggine scabbiosa. Colpisce alcune piante di interesse ornamentale come il ruscus, manifestandosi con accartocciamenti delle foglie a partire dalla punta. Curabile con trattamenti a base di dithianon o thiophanate methyl.